# Detectie
Detectie is het selectief waarnemen van een signaal of ander natuurkundig verschijnsel, dikwijls te midden van andere signalen, die (achtergrond)ruis genoemd worden. Het waarneeminstrument zelf wordt de detector genoemd.
Er bestaan detectoren voor elektromagnetische grootheden, deeltjes- en ioniserende straling. Verder zijn er detectoren die op geluid of trillingen reageren. Een detector is vrijwel altijd opgenomen in een systeem dat de te detecteren grootheid opvangt en naar de detector leidt en tevens de gedetecteerde grootheid geschikt maakt voor verdere verwerking. Dit complete systeem wordt aangeduid met sensor. Beide termen worden echter ook door elkaar gebruikt.
In de radiotechniek wordt de term detecteren ook gebruikt voor demodulatie van het radiosignaal, dat wil zeggen het terughalen van het erop gemoduleerde audio- of videosignaal.